# Fastighetskontoret, Göteborgs stad
Fastighetskontoret var en fackförvaltning inom Göteborgs stad. Fastighetskontorets uppgift var att förvalta kommunens markinnehav och verksamheten innefattar exploatering, fastighetsägande och bostadsförsörjning. Förvaltningen har även hand om skötsel av skogsarealer som ägs av kommunen. Göteborgs kommun äger omkring 55 procent av kommunens yta.
Fastighetskontoret upphörde 2022 och stora delar av verksamheten fördes över i den nya exploateringsförvaltningen.

## Historia

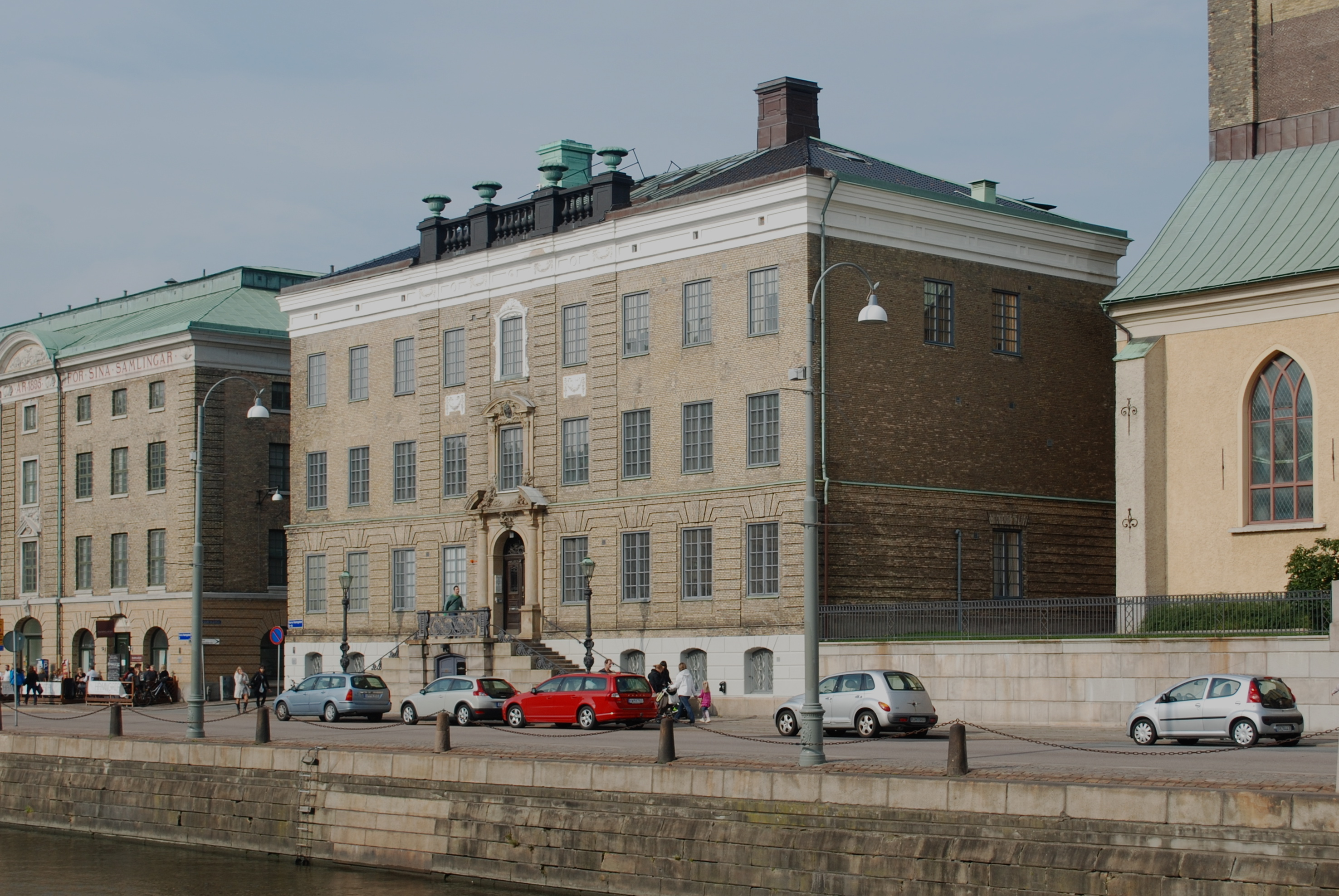
Sahlgrenska huset även känt som Drätselhuset var fastighetskontorets hemvist fram till 1966.

Fastighetskontoret bildades 1915 som Drätselkammarens andra avdelning. Föregångare till verksamheten var Drätselkommissionen som inrättades 1819. Den första direktören var Alfred Gärde och kontoret låg i Drätselhuset (Sahlgrenska huset) på Norra Hamngatan 14. Kontoret bildades för att möta behovet av förvaltningsresurser för stadens fastighetsaffärer och stadens bostadspolitik. Efterhand utvecklades verksamheten med fler avdelningar. I kontorets politiska ledning, andra avdelningen, satt som första ordförande Knut J:son Mark. 
Den första direktören var Alfred Gärde som först hade titeln kamrer. 1919 fick han titeln fastighetsdirektör. Under Gärdes ledning byggdes verksamheten upp. Bland de stora projekten märks markinköp i Västra Frölunda och Örgryte landskommun. En annan viktig verksamhet blev att omsätta stadens bostadspolitik. I Göteborg rådde en stor bostadsbrist. Fastighetskontoret lät uppföra nödbostäder och uppförde även permanenta bostadshus. Vid samma tid grundades även allmännyttiga bostadsbolag som stod fastighetskontoret nära då kommunen var delägare. Om utveckligen av bostadspolitiken skrev Gärde om i boken Bostadsfrågan i Göteborg: Några anteckningar och reflexioner.
Alfred Gärde avgick 1940 och hans efterträdare blev Frans Persson. Flera omorganisationer genomfördes från slutet av 1940-talet och framåt. 1955 ersattes andra avdelningen av fastighetsnämnden som del i en kommunreform som genomfördes nationellt. Drätselkammaren upphörde 1970. Under 1960-talet arbetade fastighetskontoret med saneringsfrågor och Göteborgs Stads expansion och byggandet av infrastruktur. Kontorets roll var att säkerställa att mark fanns tillgänglig. 
1966 omlokaliserades fastighetskontoret till ett tidigare hotell på Postgatan.  Det som var tänkt som ett provisorium blev permanent och verksamheten kunde senare expandera genom övertagandet av lokaler i kvarteret. 1968 utsågs den tidigare direktören för fastighetsbolaget Göta Lejon Louis Campanello till ny fastighetsdirektör. 
Under 1980-talet moderniserades förvaltningen genom införandet av persondatorer och datasystem som underlättade administrationen. En stor omorganisation genomfördes 1990.

## Avdelningar
- Exploatering
- Strategiska
- Boende
- Avdelningen för utveckling av mark och byggnader

## Direktörer
- Alfred Gärde (1915–1940)
- Frans Persson (1940–1960)
- Oscar Hansson (1960–1968)
- Louis Campanello (1968–1980)
- Kjell Mattsson (1980–1986)
- Lars Lysén (1987–1989)
- Bengt Lindh (1989–2000)
- Per-Olof Martinsson (2000–2005)
- Christina Johnsson (2005–2014)
- Magnus Sigfusson (2015–2016)
- Martin Öbo (2017–2022)